# Héroes (libro de Ray Loriga)
Héroes escrita el año 1993, es la segunda  novela del escritor madrileño Ray Loriga, tras "Lo peor de todo" (1992),  quién pertenece al grupo de jóvenes narradores españoles al que se ha denominado "primera generación de escritores de la democracia española" o "Generación X".
Recibió el Premio de novela El Sitio, de Bilbao por esta obra.

## Trama
Bob Dylan, David Bowie, Mick Jagger; las carreteras; una chica rubia cuyo corazón se partió en mil pedazos; la huida con un amigo que le robó el Mercedes a su padre o el día que su hermano perdió una oreja son los fogonazos que se suceden en la mente de un chico que, harto de las tiranías cotidianas, decide encerrarse en su cuarto.
A través de los recuerdos, de las canciones de rock, el sueño del protagonista es ser una estrella de la música, y de una estética discontinua cercana al cine nace Héroes. Ray Loriga engancha con la potencia de las imágenes y la brutal honestidad de las palabras.
- Datos: Q5906567